# Seznam silnic II. třídy v Česku
Na území Česka se v květnu 2023 nacházelo 426 čísel silnic II. třídy.

## Systém číslování
Silnice II. třídy se v Česku označují trojciferným číslem. Čísluje se vesměs kontinuálně od 101 dále. Základní číslování je nezávislé na číslování silnic I. třídy a probíhá tímto směrem: Praha – Čechy jižně od Prahy – západně od Prahy – severně od Prahy – východně od Prahy – Vysočina – jihozápadní Morava – jižní Morava – střední Morava – Slezsko – (jiho)východní Morava (řada plynule pokračuje na západním Slovensku). Takto jsou dána čísla až po 498 (někdejší 499 byla přečíslována na 71).
Čísla počínající pětkou (5xx) jsou použita rozptýleně na různé spojovací a doplňkové úseky; řada je nespojitá vlivem dřívější jednoty se Slovenskem, kde byla (a dosud je) většina jejích čísel použita pro „běžné“ silnice II. třídy. Řada je postupně kompletována od č. 501 dále.
Řada 6xx je pak systematicky používána pro označování bývalých silnic I. třídy (předřazením 6(0)- před původní číslo), zpravidla degradovaných na II. třídu po nahrazení dálnicí nebo jinou novou silnicí, výjimečně i bez náhrady (639, 644). Neplatí to výhradně; některé degradované silnice mají i jiné očíslování (část bývalé I/2 je II/425, část bývalé I/11 se stala součástí II/474, část bývalé I/18 je součástí II/150, část bývalé I/47 je II/430).
Po přečíslování v roce 1997, kdy bylo několik silnic I. třídy převedeno (bez náhrady) do kategorie II. třídy (a naopak), dostaly tyto nové silnice II. třídy čísla co nejlépe odpovídající místním poměrům, buď jako prodloužení navazující stávající silnice II. třídy, nebo použitím blízkého čísla, které bylo uvolněno přečíslováním jiné silnice.
V některých případech se za číslem silnice uvádí ještě písmenný index. U silnic I. nebo II. třídy index „A“ až „G“ nebo „N“ se používá k označení ramene směrově dělené silnice tam, kde část komunikace pro druhý směr není rovnoběžná s částí komunikace pro první směr, a index „H“ až „Z“ kromě „N“ se používá k označení tahů na předběžně vložených částech silničních tahů, tj. tahů evidovaných v datové základně silniční sítě ještě před rozhodnutím ministerstva dopravy o změně v silniční síti, a předběžně zrušených tahů. U silnic I. a II. třídy se větev či rameno s indexem považuje za součást silnice s daným číslem bez indexu. Na dopravním značení se tento písmenný index nevyznačuje.

## Řada 1xx (jižní sektor Čech)
| označení | délka (km) | kraj (RZ)     | trasa (křížení se silnicemi I. třídy a s dálnicemi) |
| -------- | ---------- | ------------- | --- |
|          | 153        | S, A          | Rudná () – Unhošť – (exit 12) peáž s Kladno – Dřetovice – Kralupy nad Vltavou – Veltrusy (peáž s ) – Chlumín – peáž s Libiš – Neratovice – Kostelec nad Labem – Brandýs nad Labem – (exit 10) – Jirny – Úvaly (peáž s ) – Říčany – (exit 12) – Jesenice () – Dolní Břežany – Praha-Zbraslav – peáž s () Praha-Lahovice – Praha-Radotín – Chýnice – Rudná (okruh) |
|          | 87         | A, S, C       | Praha-Zbraslav – Davle – Štěchovice – peáž s Chotilsko – Čelina – peáž s – Drevníky – Obory peáž s – Kamýk nad Vltavou – peáž s Krásná Hora nad Vltavou – Kovářov – Milevsko |
|          | 13         | C             | Halámky – České Velenice – Gmünd (dříve Praha Jiráskovo náměstí – Praha-Modřany – Praha-Zbraslav, Závist) |
|          | 9          | S             | Davle – Jílové u Prahy |
|          | 128        | S, C          | Jesenice – Jílové u Prahy – Kamenný Přívoz – Neveklov – Křečovice – Sedlčany – Vysoký Chlumec – Petrovice – Milevsko – Bernartice – Dražíč – Týn nad Vltavou (zač. peáže ) – – konec peáže – Hluboká nad Vltavou – Bavorovice – (České Budějovice) |
|          | 29         | S             | Štěchovice – Kamenný Přívoz – Týnec nad Sázavou – Benešov |
|          | 25         | S             | Říčany – (exit 15) – Velké Popovice – Kamenice (peáž ) – Týnec nad Sázavou |
|          | 20         | S             | Stříbrná Skalice – Kostelec nad Černými lesy – (Přistoupim) |
|          | 11         | S             | Poříčí nad Sázavou – Čerčany – (exit 29) – Chocerady |
|          | 28         | S             | Benešov – Kozmice – Ostředek (exit 34) – – Sázava |
|          | 35         | S             | Bystřice – Struhařov – Divišov – (exit 41) – Český Šternberk – Nechyba |
|          | 113        | S, J          | Benešov – Vlašim – Čechtice – Křelovice (peáž ) – Červená Řečice – Pelhřimov (peáž , ) – Horní Cerekev – Telč – Nová Říše – Želetava |
|          | 56         | S             | Vlašim – Divišov – Ostředek – Chocerady – Ondřejov – Struhařov – Mukařov – Český Brod |
|          | 68         | S             | (Cerhovice) – Hořovice – Lochovice – Hostomice – Dobříš – Nový Knín – peáž Chotilsko – Neveklov – Jírovice () |
|          | 41         | S, A          | Jince – Hostomice – Řevnice – Dobřichovice – Černošice – Praha-Radotín |
|          | 65         | S             | Nový Knín – Mníšek pod Brdy ( exit 18) – Řevnice – Karlštejn – Beroun – Nižbor – Lány |
|          | 74         | S, P          | Žebrák – (exit 34) – Hořovice – Komárov – Mirošov – Spálené Poříčí – Blovice – Kotousov () – Skašov – Měčín – Předslav – (Ostřetice) |
|          | 123        | S, U          | Petrovice – Krásná Hora nad Vltavou peáž Kamýk nad Vltavou – Horní Hbity – (exit 45) – Příbram (peáž , ) – Jince – Lochovice – (exit 28) Zdice peáž Beroun – Chyňava – Braškov – Kladno – Hrdlív – Slaný – Zlonice – Šlapanice – Mšené-lázně – Budyně nad Ohří (peáž s ) – (exit 35) (Doksany) |
|          | 25         | S             | Dobříš – Borotice – peáž – Cholín – Nalžovice – Sedlčany |
|          | 41         | S, C          | (Sedlčany) – Rudolec (Nedrahovice) – Sedlec-Prčice – Sudoměřice u Tábora () – Nemyšl – Mladá Vožice |
|          | 61         | S, C          | Votice – Sedlec-Prčice – Chyšky – Milevsko (peáž ) – Zvíkovské Podhradí – Smetanova Lhota – ( exit 74); přerušení Buzice – Blatná |
|          | 40         | S, C          | (Libenice) – Jistebnice – Opařany (peáž ) – Bechyně (peáž ) – Týn nad Vltavou (peáž ) peáž JE Temelín – Kočín – Dívčice – Netolice – Lhenice – Smědeč – Ktiš (navazuje ) |
|          | 22         | C             | Nosetín – Nadějkov – Jistebnice – Balkova Lhota – peáž Tábor |
|          | 33         | S, C, J       | Hostišov () – Neustupov – Mladá Vožice – Těchobuz – (Pacov) |
|          | 86         | S, C          | (exit 42) – Velký Osek – Kolín – Uhlířské Janovice – Nechyba – Kácov (obchvat) – (exit 49) – Tehov – Vlašim – Louňovice pod Blaníkem – Mladá Vožice |
|          | 44         | S             | – Trhový Štěpánov – (exit 56) Soutice – Zruč nad Sázavou peáž Dolní Pohleď – Zbraslavice – Štipoklasy – Kutná Hora |
|          | 17         | S             | Trhový Štěpánov – Zdislavice – Pravonín – Načeradec |
|          | 77         | S, J, C       | Čáslavsko – Lukavec – Pacov – Eš – peáž – Věžná – Černovice – Mnich – Deštná – Jindřichův Hradec (peáž ) – Číměř – Nová Bystřice – Illmanns (→ Heidenreichstein) |
|          | 38         | C, J          | (Prasetín) – Cetoraz – Pacov – Hořepník – peáž Křelovice – Želiv – Humpolec |
|          | 47         | S, J          | Křelovice – Senožaty – (exit 81) Koberovice – Ledeč nad Sázavou (peáž ) – Leština u Světlé – Golčův Jeníkov |
|          | 17         | J             | – Petrovice (Štoky) – (exit 104) – Větrný Jeníkov – Opatov – |
|          | 26         | C, J          | Jarošov nad Nežárkou – Žirovnice peáž Počátky – Horní Cerekev |
|          | 15         | J             | Horní Cerekev – Vyskytná – |
|          | 32         | J, C          | Batelov – Nová Ves () – Panské Dubenky – Popelín – Jarošov nad Nežárkou |
|          | 56         | C, J          | Dražíč – Bechyně (peáž ) – Sudoměřice u Bechyně – Vlastiboř (peáž ) – Soběslav – (exit 95) – Tučapy – Mnich – Bohdalín – |
|          | 15         | C, J          | (Tučapy) – Černovice |
|          | 30         | S, C          | Načeradec – Mladá Vožice – Tábor – Malšice – Sudoměřice u Bechyně – Hodětín |
|          | 37         | C             | Zvíkovské Podhradí – Záhoří () – Albrechtice nad Vltavou – Temelín – |
|          | 39         | C, P          | Písek – Dobev – Kbelnice () – Radomyšl – Horažďovice |
|          | 23         | C             | Písek – Putim – Drahonice () – Bavorov |
|          | 62         | C             | 105 (Týn nad Vltavou) – Temelín – Vodňany – Bavorov – Strunkovice nad Blanicí – Prachatice – Blažejovice – Volary () |
|          | 28         | C             | Volyně – Bavorov – Netolice |
|          | 41         | C             | Prachatice – Smědeč – Křemže – Homole – peáž – odb. Včelná – (exit 141) |
|          | 17         | C             | Volyně – Vlachovo Březí – Husinec |
|          | 89         | P, C          | Petrovice u Sušice – Hartmanice – peáž – Kašperské Hory – Stachy – Zdíkov – Vimperk () – Husinec – Netolice – (Češnovice) |
|          | 18         | C             | Hluboká nad Vltavou – (exit 125) Lhotice – Lišov () |
|          | 33         | C             | Týn nad Vltavou – Dolní Bukovsko – peáž () Veselí nad Lužnicí – Kardašova Řečice |
|          | 24         | C             | Lišov () – Lomnice nad Lužnicí () – Mláka () |
|          | 8          | C             | Lásenice () – Čiměř |
|          | 210        | S, J, B, M, Z | Votice () – Louňovice pod Blaníkem – Načeradec – Čechtice – (exit 66) – – Ledeč nad Sázavou – Světlá nad Sázavou – Havlíčkův Brod; přerušení, resp. peáž s : – Přibyslav – Žďár nad Sázavou – Nové Město na Moravě – Bystřice nad Pernštejnem – Kunštát – Sebranice konec peáže – Boskovice – Ludíkov peáž Žďárná – Protivanov – Prostějov ( exit 24) – Dub nad Moravou – Přerov (peáž ) – Bystřice pod Hostýnem – Kunovice – Valašské Meziříčí ( ) (degradovaná většina bývalé I/18; původní II/150 byla naopak povýšena na I/24) |
|          | 59         | C, J          | Albeř () – Kunžak – Markvarec (peáž ) – peáž Dačice – Budeč – Litohoř () |
|          | 130        | C, J, B       | Nová Bystřice – Slavonice – Jemnice – Moravské Budějovice – Jaroměřice nad Rokytnou – Hrotovice – Dukovany – Polánka () – Ivančice – Moravské Bránice (peáž ) – Ořechov – Modřice () – (exit 3) |
|          | 20         | C             | (Majdalena) – Chlum u Třeboně – Příbraz – |
|          | 57         | C             | Třeboň – Šalmanovice – Nové Hrady – Benešov nad Černou – Kaplice () |
|          | 39         | C             | Třeboň – Borovany peáž – Trocnov – Strážkovice – Římov – (Velešín) – (exit 151) – Horní Třebonín – |
|          | 33         | C             | České Budějovice – Strážkovice – Trhové Sviny – Nové Hrady |
|          | 55         | C             | České Budějovice – Ledenice – peáž Borovany – Trhové Sviny – Besednice – Kaplice-nádraží () – (exit 159) – Mirkovice – Český Krumlov |
|          | 9          | C             | Kaplice – Malonty |
|          | 22         | C             | – Tálín – Albrechtice nad Vltavou – Týn nad Vltavou (peáž ) – Hodětín – Vlastiboř (peáž ) – Dráchov – (degradovaný bývalý úsek I/23; původní II/159 byla povýšena na I/39) |
|          | 28         | C             | Český Krumlov – Větřní – Rožmberk nad Vltavou – |
|          | 7          | C             | Vyšší Brod – Studánky – Weigetschlag (Bad Leonfelden) |
|          | 18         | C             | Frymburk – Větřní |
|          | 41         | C             | Černá v Pošumaví () – Frymburk – Vyšší Brod – Rybník – (Dolní Dvořiště) |
|          | 19         | C             | Jindřichův Hradec – Kunžak – Strmilov (bývalý úsek I/23) |
|          | 17         | C             | Blažejovice – Zbytiny – Ktiš (navazuje ) |
|          | 17         | C             | Smědeč – Chvalšiny – (Kájov) |
|          | 19         | C             | Kvilda – Borová Lada – Horní Vltavice () |
|          | 15         | C             | (Kvilda) – (Vimperk) |
|          | 43         | P, C          | Horažďovice – Rabí – Sušice – Dlouhá Ves – peáž – Rejštejn – Horská Kvilda – Kvilda |
|          | 22         | C             | – Němětice – Čestice – Vacov – Zdíkovec () |
|          | 69         | P, C          | Janovice nad Úhlavou – Strážov – Běšiny () – Petrovice u Sušice – Sušice – Strašín – Vacov – Čkyně () |
|          | 21         | C, P          | Katovice – Volenice – Soběšice – Strašín |
|          | 25         | C             | (Bělčice) – Blatná peáž Sedlice – Radomyšl – Strakonice |
|          | 45         | S, C, P       | 66 – Milín – Březnice – Bělčice – Lnáře (peáž ) – Velký Bor |
|          | 17         | C             | Mirovice – Blatná |
|          | 16         | S, P          | Březnice – Hvožďany – Starý Smolivec |
|          | 22         | P, C          | (Spálené Poříčí) – Nové Mitrovice – Radošice – Mladý Smolivec – Lnáře |
|          | 11         | P             | Vodokrty – Řenče – (Seč) – Blovice |
|          | 70         | P             | – Příšov – Třemošná () – Zruč-Senec – Chrást – Kyšice – Letkov – Starý Plzenec – ( exit 73/76) Plzeň-Černice – Štěnovice – Dobřany – Chotěšov peáž Zbůch – (exit 93) – (Nýřany) – Kozolupy – Město Touškov – Nová Hospoda (okruh) |
|          | 8          | K             | (Loket, ) – Královské Poříčí – Svatava |
|          | 35         | P             | Stod – Merklín – Borovy () – Měčín – Petrovice |
|          | 67         | P             | (exit 62) – Rokycany – Šťáhlavy – peáž , – Nebílovy – Vodokrty – Přeštice (peáž , ) – Merklín – Srbice peáž Koloveč – Domažlice |
|          | 21         | P             | Švihov – Lučice (Chudenice); přerušení Kdyně – Všeruby – Eschlkam |
|          | 27         | P             | Staňkov – Srbice peáž Koloveč – Lučice – Dolany – (Klatovy) – |
|          | 33         | P             | – Klatovy (peáž ) – – Bolešiny – Plánice – Defurovy Lažany |
|          | 38         | P             | Nepomuk – Plánice – Kolinec – Sušice |
|          | 18         | P             | – Kotouň – Defurovy Lažany – Velký Bor – Horažďovice |
|          | 15         | P             | Draženov ( ) – Klenčí pod Čerchovem (peáž ) – Lísková Waldmünchen |
|          | 65         | P             | – Česká Kubice – Všeruby – Nýrsko – Železná Ruda peáž – Nová Hůrka – Hartmanice |
|          | 73         | S, P          | Rožmitál pod Třemšínem – Starý Smolivec – Radošice; přerušení Dožice – Nepomuk – Klatovy – Janovice nad Úhlavou – Nýrsko – Svatá Kateřina – Rittsteig |
|          | 10         | P             | (Kdyně) – Pocinovice – Nýrsko |
|          | 94         | P, K          | – Havlovice – Domažlice – Horšovský Týn – Velký Malahov – Kladruby (peáž ) – Stříbro (peáž ) – Úněšov () – Nečtiny – Borek – Žlutice |
|          | 16         | K, U          | Chyše – (exit 83) Bošov – Valeč – Podbořanský Rohozec |
|          | 42         | P             | Bor – Stráž – Hostouň – Poběžovice – Postřekov – Klenčí pod Čerchovem (peáž ) – Trhanov – |
|          | 7          | P             | Poběžovice – Meclov () |
|          | 30         | P             | Horšovský Týn – Srby – Bělá nad Radbuzou – Železná Eslarn |
|          | 77         | K, P          | Bochov () – Toužim () – Teplá – Horní Kramolín – začátek peáže – Zádub-Závišín – Mariánské Lázně (obchvat) – peáž – Chodová Planá – Planá konec peáží – Tachov peáž – Staré Sedliště – (exit 136) – Přimda – Nová Ves – (Železná) |
|          | 30         | P             | – Malovice – Nová Hospoda – Tisová – peáž Tachov – Halže – Pavlův Studenec Bärnau |

## Řada 2xx (severní sektor Čech)
| označení | délka (km) | kraj (RZ) | trasa (křížení se silnicemi I. třídy a s dálnicemi) |
| -------- | ---------- | --------- | --- |
|          | 29         | P         | (exit 128) – Bor (peáž ) – Vidice – Horšovský Týn |
|          | 151        | P, S      | (exit 7) – Jeneč – Unhošť – Bratronice – Zbečno – Písky peáž Křivoklát – Hřebečníky – peáž Slabce – Zvíkovec – Brodeslavy – Kralovice () – Manětín (peáž ) – Nečtiny – peáž – Krsy – Konstantinovy Lázně – Kokašice – Planá peáž Chodová Planá – Broumov – Mähring                              |
|          | 12         | P         | – Záchlumí – Kokašice |
|          | 33         | P         | (Benešovice) – Kladruby (peáž ) – Ostrov u Stříbra – (exit 100) – Nýřany – Vejprnice – Plzeň |
|          | 20         | P         | Úněšov – Loza – Kaznějov |
|          | 42         | P, K      | Nová Hospoda () – Loza – Manětín (peáž ) – Stvolny – Žlutice (peáž ) – Veselov – |
|          | 17         | P, S      | Stvolny – Rabštejn nad Střelou – Žihle – Žďár () |
|          | 13         | K         | Toužim – Štědrá – (Borek) |
|          | 27         | K         | – Krásno – Bečov nad Teplou peáž Vodná – Bochov |
|          | 25         | K         | Krásno – Horní Slavkov – Loket – (exit 136) – Nové Sedlo – Chodov – Nová Role – |
|          | 88         | P, K      | Krsy – Úterý – Teplá – Mnichov – Prameny – (exit 143) Sokolov – Svatava – Dolní Nivy – Kraslice – Hraničná Klingenthal |
|          | 22         | H, E      | Nové Město () – (exit 68) – Rohovládova Bělá – Lázně Bohdaneč – Pardubice (degradovaný úsek původní I/36) |
|          | 49         | K         | Stará Voda () – Lázně Kynžvart – Kamenný Dvůr (peáž ) – Kynšperk nad Ohří – Nový Kostel – Luby – Wernitzgrün |
|          | 22         | K         | Libá – Hazlov – Vojtanov – Skalná – (Nový Kostel) |
|          | 9          | K         | Cheb (obchvat) – Svatý Kříž – Waldsassen |
|          | 6          | P         | Plzeň (západní obchvat) – (dříve Mariánské Lázně – Velká Hleďsebe) |
|          | 17         | K         | – Aš – Hranice – Ebmath |
|          | 14         | K         | Luby – Kraslice |
|          | 26         | K, U      | Pernink – Abertamy – peáž Boží Dar – Loučná pod Klínovcem – Vejprty Bärenstein |
|          | 14         | K         | Karlovy Vary – Mezirolí () – Nejdek |
|          | 31         | S, U; K   | Svojetín – Blšany – Podbořany – Podbořanský Rohozec – Bukovina; přerušení Ostrov – Hroznětín – Pernink – Horní Blatná – Potůčky Johanngeorgenstadt |
|          | 28         | K         | (Dolní Nivy) – Vřesová – Chodov – Karlovy Vary (peáž ) – Kyselka |
|          | 29         | U         | (Křimov) – Výsluní – peáž (Rusová) – Měděnec – (Loučná pod Klínovcem) |
|          | 59         | U         | Vejprty – peáž Rusová – Klášterec nad Ohří () – Mikulovice – Kadaň (peáž ) – Rokle – Pětipsy – Podbořany – Očihov |
|          | 35         | U         | – Poláky – Žatec – Jimlín – (exit 49) (Louny) |
|          | 29         | U, K      | (Žlutice) – Chyše – Lubenec (exit 77) – Vroutek – Podbořany – Pšov |
|          | 48         | U, S      | Žatec – Svojetín – peáž – Kněževes – Rakovník – Křivoklát |
|          | 19         | S         | Jesenice – Senomaty – (Rakovník) |
|          | 60         | U, S, P   | Kralovice – Kožlany – Čistá – Lubná – Rakovník – (exit 43) Krupá – Ročov – Louny |
|          | 115        | P, K      | (Nepomuk) – Kokořov – Skašov – Přeštice – Mantov – Stod – Ostrov u Stříbra (exit 107) – Stříbro – Černošín – Planá začátek peáže – Chodová Planá – (Drmoul) konec peáže – Mariánské Lázně (obchvat) – Zádub-Závišín – konec peáže – Mnichov – Bečov nad Teplou (degradovaná bývalá I/21 a I/24) |
|          | 28         | P         | Plzeň – Bílá Hora – Zruč-Senec – Kaceřov – Kozojedy |
|          | 28         | P         | Rokycany – Břasy – Kozojedy – (Brodeslavy) |
|          | 60         | S, P      | Plzeň – Chrást – Břasy – Radnice – Prašný Újezd – Zvíkovec peáž Slabce – Pavlíkov – (Rakovník) |
|          | 14         | P         | Radnice – Lhota pod Radčem – (Zbiroh) |
|          | 18         | P         | (Kařez) – – Zbiroh – Mlečice – |
|          | 45         | S         | (Slaný) – Smečno – (exit 25) – (Stochov) – Lány – Písky peáž Křivoklát – Roztoky – Zdice |
|          | 65         | S, U      | Rakovník – Nové Strašecí (exit 32) – Mšec – Srbeč – Hořešovice peáž Třebíz – Peruc – Libochovice – Třebenice |
|          | 6          | S         | Kamenné Žehrovice – Kladno |
|          | 29         | S, U      | Černčice – Peruc – Šlapanice – Černuc |
|          | 85         | A, S, U   | Praha (Dejvice/Vokovice) – Horoměřice – Velké Přílepy – Kralupy nad Vltavou – Velvary – Černuc – (exit 29) – Roudnice nad Labem – Polepy (peáž ) – Liběšice – Levín peáž Lovečkovice – Verneřice – Valkeřice – (Františkov nad Ploučnicí)                                                       |
|          | 5          | A, S      | Praha-Sedlec – (Černý Vůl) |
|          | 4          | A, S      | Praha-Sedlec – Roztoky |
|          | 5          | A, S      | (Praha-Ďáblice) – Březiněves – Líbeznice |
|          | 19         | S         | (Líbeznice) – Měšice – Kostelec nad Labem – Všetaty – Byšice |
|          | 22         | S         | Brandýs nad Labem – Čelákovice – Mochov – Český Brod |
|          | 55         | U, S      | Louny – Černčice – Koštice – Libochovice – Radovesice – Budyně nad Ohří (peáž ) – – Roudnice nad Labem (obchvat) – Cítov – (Mělník) |
|          | 16         | U         | Litoměřice – (Lovosice) – (exit 45) – Siřejovice – Radovesice |
|          | 14         | U         | Telnice – Nakléřov – odb. (exit 87) – Petrovice – Hellendorf (Bad Gottleuba-Berggießhübel) |
|          | 14         | U         | (Odolice) – Libčeves – Koštice |
|          | 21         | U         | Žatec – (exit 60) – Bítozeves – (Výškov) – Břvany – Raná |
|          | 23         | U         | Chomutov / Jirkov – Otvice – Havraň – Vidovle – |
|          | 12         | H         | (Velká Úpa) – Malá Úpa – Pomezní Boudy Kowary |
|          | 18         | U         | Dubí – Krupka – Přestanov – Chabařovice – Ústí nad Labem-Předlice – |
|          | 15         | U         | (Lom) – Duchcov – Teplice |
|          | 15         | U         | Postoloprty – (Výškov) – Volevčice – Nemilkov – (Most) |
|          | 12         | U         | – Želenice – Lom |
|          | 12         | U         | – Kozly – Hrobčice – Bílina |
|          | 29         | U         | Duchcov – Hostomice – Kostomlaty pod Milešovkou – Žalany – Řehlovice (exit 64/65) Stadice – Trmice – |
|          | 41         | L, S      | Dubá – Mšeno – Katusice – Dalovice – Mladá Boleslav |
|          | 33         | L, U      | Malé Březno – Lovečkovice peáž Levín – Úštěk (peáž ) – Tuhaň – Dubá |
|          | 77         | S, U      | Liběchov – Štětí – Hoštka – Vrutice – Polepy (peáž ) – Litoměřice – Žalhostice – Libochovany – Ústí nad Labem-Střekov () – Velké Březno – Malé Březno – Děčín |
|          | 39         | U, L      | Děčín – Benešov nad Ploučnicí – Žandov (peáž ) – Česká Lípa – Zákupy |
|          | 20         | U, L      | Kravaře – Žandov (peáž ) – Česká Kamenice (peáž ) – Chřibská – Rybniště – Krásná Lípa – Rumburk – Jiříkov Ebersbach-Neugersdorf |
|          | 12         | U         | Rybniště – Jiřetín pod Jedlovou – Varnsdorf Großschönau |
|          | 26         | U         | – Velký Šenov – Krásná Lípa – Varnsdorf – Německo |
|          | 20         | U         | Rumburk – Šluknov – Lipová – Lobendava |
|          | 5          | U         | Lobendava – Dolní Poustevna Sebnitz |
|          | 58         | L, S      | Nový Bor – Sloup v Čechách – Zákupy – Mimoň – Ralsko-Kuřívody – Mnichovo Hradiště (obchvat) – (exit 57) – Kněžmost – Přepeře – |
|          | 15         | U, L      | Vrutice – Drahobuz – Tuhaň |
|          | 43         | L         | – (Dubá) – Vrchovany – Doksy – Mimoň – Jablonné v Podještědí – Petrovice Luftkurort Lückendorf (Oybin) |
|          | 14         | U         | Litvínov – Klíny – Mníšek Deutscheinsiedel |
|          | 54         | S         | Český Brod – Bříství (exit 18) – Starý Vestec – Lysá nad Labem (peáž ) – Jiřice – (exit 27) Benátky nad Jizerou – Chotětov – Bezno – Katusice – Bělá pod Bezdězem |
|          | 34         | S, L      | Mělník – Nebužely – Mšeno – Okna – Obora |
|          | 11         | S         | – Chorušice – Mělnické Vtelno |
|          | 40         | S         | – Chotětov – (Brodce) (exit 33) – Luštěnice (peáž ) – Jabkenice – Mcely – Křinec – Dymokury – |
|          | 22         | S         | Bělá pod Bezdězem – Bakov nad Jizerou – (exit 53) – Kněžmost |
|          | 20         | S, L      | Mnichovo Hradiště – Mohelnice nad Jizerou – Podhora – Český Dub |
|          | 32         | L         | – Stráž pod Ralskem – Osečná – Český Dub – Hodkovice nad Mohelkou |
|          | 44         | L, H, S   | Podhora – Svijany (exit 67) (peáž ) – Žďár – Horní Bousov – Dolní Bousov – Domousnice – Mcely |
|          | 52         | S, H      | Židněves – Domousnice – Dětenice – Libáň – Kopidlno – Slavhostice – Smidary – (Sukorady) |
|          | 14         | S, H      | Dolní Bousov – Sobotka – Újezd pod Troskami |
|          | 17         | L         | Ktová – Rovensko pod Troskami – Lestkov peáž Loktuše – Koberovy – Železný Brod |
|          | 31         | L, H      | Turnov – Mírová pod Kozákovem peáž Lestkov – Tatobity – 284 – Slaná – Hořensko – Košťálov – Libštát – Ústí (Stará Paka) |
|          | 45         | L, H      | – Stružinec – Lomnice nad Popelkou – Ústí (Stará Paka) – Nová Paka – Lázně Bělohrad – Miletín – Bílé Poličany – (Lanžov) |
|          | 46         | H         | Sedlec (Lanžov) – Velichovky – Jaroměř – Městec (Nahořany) – Nové Město nad Metují (peáž ) – Slavoňov – Rokole – Olešnice v Orlických horách |
|          | 55         | H, L      | (Jičín-Robousy) – (Valdice) – Železnice – Lomnice nad Popelkou – Košťálov – Jilemnice – (Vítkovice) – Horní Mísečky |
|          | 10         | L         | Jablonec nad Nisou – Pěnčín – (Loužnice) |
|          | 10         | L         | Železný Brod – (Bozkov) – Semily-Cimbál |
|          | 20         | L         | Bořkov – Semily – Příkrý – (Roprachtice) |
|          | 53         | L         | Frýdlant – Raspenava – Hejnice – Smědava – Desná peáž Kořenov – Příchovice – Vysoké nad Jizerou – Roprachtice – (Poniklá) |
|          | 14         | L         | Frýdlant – Nové Město pod Smrkem – Czerniawa-Zdrój |
|          | 20         | L         | Železný Brod – Semily – Háje nad Jizerou – Horní Sytová |
|          | 10         | L         | Horka u Staré Paky – Studenec – Jilemnice |
|          | 15         | L         | Rokytnice nad Jizerou – Vítkovice v Krkonoších |
|          | 24         | L, H      | Studenec – Vrchlabí – Špindlerův Mlýn |
|          | 14         | H         | (Mladé Buky) – Svoboda nad Úpou – Horní Maršov – Pec pod Sněžkou |
|          | 12         | H         | Čistá v Krkonoších – Janské Lázně – Svoboda nad Úpou |
|          | 45         | E, H      | Sezemice – (exit 139) Rokytno – peáž Býšť – Třebechovice pod Orebem (peáž ) – Opočno (peáž ) – Dobruška (peáž ) – Bohdašín – |
|          | 37         | H         | Třebechovice pod Orebem – Libřice – Jaroměř peáž Hořenice – peáž Choustníkovo Hradiště – Dvůr Králové nad Labem – Debrné |

## Řada 3xx (východně od Prahy a širší Vysočina)
| označení | délka (km) | kraj (RZ) | trasa (křížení se silnicemi I. třídy a s dálnicemi) |
| -------- | ---------- | --------- | --- |
|          | 39         | H         | Hořice – Miletín – Dvůr Králové nad Labem – Kocbeře přerušení/peáž Horní Staré Město – Žacléř – Královec |
|          | 29         | H         | Trutnov-Poříčí – Radvanice – (Stárkov) – Police nad Metují |
|          | 18         | H         | Golińsk (Mieroszów) Starostín – Meziměstí – Broumov (peáž ) – Otovice Tłumaczów |
|          | 39         | H         | Náchod – Hronov – Police nad Metují – Broumov (peáž ) – Janovičky |
|          | 52         | H         | Úpice – Hořičky – Česká Skalice – Velká Jesenice peáž Městec – Bohuslavice – Opočno (peáž ) – Přepychy – Týniště nad Orlicí – Dlouhá Louka |
|          | 38         | H, E      | Týniště nad Orlicí – Borohrádek – Horní Jelení – Jaroslav – Stradouň – Luže – Skuteč |
|          | 6          | E         | Dřeveš – Prosetín – Skuteč |
|          | 12         | H         | Velký Třebešov – Chvalkovice – (Choustníkovo Hradiště) |
|          | 28         | H         | Hradec Králové – Černilov – Libřice – Bohuslavice – Nové Město nad Metují |
|          | 21         | H         | Bohuslavice – Dobruška (peáž ) – Bačetín – Plasnice – (Deštné v Orlických horách) |
|          | 50         | H, E      | Letohrad – Žamberk peáž Helvíkovice – Pěčín peáž Rokytnice v Orlických horách – Zdobnice – Deštné v Orlických horách – Olešnice v Orlických horách – Kocioł |
|          | 68         | H, E      | Lanškroun – Horní Čermná – Jablonné nad Orlicí – Mladkov – Bartošovice v Orlických horách – Orlické Záhoří – Šerlich – Deštné v Orlických horách (Zákoutí) |
|          | 56         | E, M      | Choceň – Mostek – Rozsocha – České Libchavy (peáž ) – Žamberk peáž – Líšnice – Pastviny – Mladkov – Lichkov – peáž Králíky – Malá Morava – (Hanušovice) |
|          | 12         | E         | Dolní Dobrouč – Ostrov |
|          | 10         | E         | Dolní Dobrouč – Horní Čermná |
|          | 87         | E, M      | (Týnišťko) – Dobříkov – Choceň – Ústí nad Orlicí (peáž ) – – Lanškroun – Tatenice (peáž ) – Hoštejn – Zábřeh – Leština – Úsov |
|          | 14         | H, E      | (Běstovice) – Skořenice – Kostelec nad Orlicí |
|          | 30         | H, E      | Borohrádek – Choceň – České Heřmanice – (Litomyšl) |
|          | 20         | H         | Častolovice – Synkov – Rychnov nad Kněžnou (peáž ) – Jaroslav – Hláska – (Zdobnice) |
|          | 27         | H         | Rychnov nad Kněžnou – Pěčín peáž Rokytnice v Orlických horách – Bartošovice v Orlických horách |
|          | 14         | H         | Libel – Voděrady – Přepychy |
|          | 25         | H         | (Častolovice) – (Libel) – Solnice – Kvasiny – Skuhrov nad Bělou – Deštné v Orlických horách |
|          | 46         | S, E      | Kolín – Týnec nad Labem – Chvaletice – Řečany nad Labem – přerušení/peáž Pardubice – Dašice (obchvat) – (exit 148) – Dolní Roveň – Vysoká u Holic |
|          | 32         | H, E      | (Břehy) – Rohovládova Bělá – (exit 76) Dobřenice – Roudnice – Nechanice – Stračov – |
|          | 71         | S, H, E   | – Podmoky – Městec Králové (peáž ) – Skochovice – Nový Bydžov – Nechanice – Stěžery – peáž (11 exit 90) – Hradec Králové-Kukleny – Plačice – 333 – Opatovice nad Labem – 35 (exit 131) 37 – Hrobice – Staré Hradiště – Pardubice – Mikulovice – Chrudim – Slatiňany – 37 (v úseku od Opatovic n/L degradovaná původní I/37) |
|          | 44         | H         | 35 – Chlum (Všestary) – Hořiněves – Lanžov – 300 – Bílá Třemešná – Mostek – 299 – Vestřev peáž 16 Chotěvice – Hostinné – Rudník 14 |
|          | 16         | H         | Nový Bydžov – Sukorady – Bašnice – 35 (Hořice) |
|          | 56         | S, H      | 2 Nové Dvory – Týnec nad Labem – Uhlířská Lhota – 11 (exit 62) – Chlumec nad Cidlinou (peáž 611) – Nový Bydžov – Smidary – Chomutice – 35 (Vojice) |
|          | 39         | S, H      | 125 (Kolín) – Ovčáry (obchvat) – 11 (exit 50) – Žehuň – 611 (Dlouhopolsko) – Městec Králové (peáž 324) – Kněžice – Slavhostice – Jičíněves 32 |
|          | 31         | S         | 12 – Plaňany – Pečky – Vrbová Lhota – 11 (exit 35) – (Písková Lhota) peáž 611 Poděbrady – Netřebice peáž 330 – Vestec – Křinec |
|          | 33         | S         | Český Brod – Poříčany – 11 (exit 25) – peáž 611 Sadská – Nymburk peáž 331 – 38 – Budiměřice – peáž 329 Netřebice – Činěves 32 |
|          | 47         | S         | 9 Krauzovna – Tišice – 244 – Ovčáry – Stará Boleslav 10 (exit 14) peáž 610 Podbrahy – Lysá nad Labem (peáž 272) – Kostomlaty nad Labem – Nymburk – (peáž 330) – Poděbrady |
|          | 14         | S         | Lysá nad Labem – Milovice – Krchleby |
|          | 24         | E, H      | Přelouč – Břehy – 323 – Lázně Bohdaneč – Libišany – 324 (z větší části povýšena na I/2) |
|          | 32         | S         | 335 (Sázava) – Horní Kruty – Ždánice 2 – Kouřim – Třebovle – 12 – Tatce – Sadská |
|          | 46         | S         | Mnichovice – peáž 113 Ondřejov – Stříbrná Skalice – Sázava – 334 – Uhlířské Janovice – Zbraslavice – 339 (Bohdaneč) |
|          | 31         | S         | Uhlířské Janovice – Čestín – Zruč nad Sázavou peáž 126 Dolní Pohleď – Buda (Horka II) – 150 (Bezděkov) |
|          | 78         | S, E      | 125 (Uhlířské Janovice) – Onomyšl – Malešov – 126 – Křesetice – Čáslav – Ronov nad Doubravou – Třemošnice – Seč – Bojanov – Hodonín – Nasavrky (peáž 37) – Miřetice – Louka – Vrbatův Kostelec – Skuteč |
|          | 34         | J, S, E   | 339 (Vrbka) – Dobrovítov – Zbýšov – Čáslav peáž 17 – Žehušice – Horušice – 2 |
|          | 38         | S, J      | Ledeč nad Sázavou – Vrbka – 338 – Třebětín – Bohdaneč – 335 – Štipoklasy – Červené Janovice – Čáslav |
|          | 43         | J, E      | Vilémov – Běstvina – Seč – Hrbokov – Rabštejnská Lhota – Chrudim – Úhřetická Lhota – Dašice |
|          | 11         | E         | Hrbokov – Vápenný Podol – Chotěnice – 17 (Heřmanův Městec) |
|          | 11         | E         | Heřmanův Městec – (Choltice) – Valy 2 |
|          | 37         | E, J      | Seč – Horní Bradlo – Trhová Kamenice – Hlinsko – Kameničky – 350 – Svratka |
|          | 37         | J, E      | Havlíčkův Brod – Rozsochatec – Chotěboř – Libice nad Doubravou – Horní Bradlo – Hodonín |
|          | 31         | J         | 38 Golčův Jeníkov – Vilémov – Chotěboř – Ždírec nad Doubravou |
|          | 18         | J         | Leština u Světlé – Habry peáž 38 Kámen – Chotěboř |
|          | 41         | J         | Habry – Světlá nad Sázavou – Kejžlice – Humpolec peáž 34 (1 exit 90) – Komorovice – Zachotín – 602 |
|          | 46         | J         | Rozkoš (Humpolec) – Herálec – Úsobí – 131 – Štoky – Dobronín – Polná – Stáj – 1 (exit 134) Měřín |
|          | 19         | J         | Čechtín – Svatoslav – Měřín |
|          | 48         | J         | Štoky – Šlapanov – Přibyslav – Polnička – 37 – Světnov – Herálec – 343 (Svratka) |
|          | 82         | J         | Chotěboř – Česká Bělá – Přibyslav – Polná – Kamenice – Třebíč – Dalešice |
|          | 30         | J         | 19 – Polná – Jihlava |
|          | 66         | E, J      | Polička – Borovnice – Fryšava pod Žákovou horou – Žďár nad Sázavou – Nové Veselí – Bohdalov – 1 – Jihlava |
|          | 63         | J, E      | 602 – Radostín nad Oslavou – Ostrov nad Oslavou – Nové Město na Moravě – Svratka – Krouna – 358 |
|          | 37         | E         | Pardubice – Úhřetická Lhota – Hrochův Týnec – Chrast – Hlinsko |
|          | 12         | E         | Podlažice – Luže – 357 |
|          | 68         | J, E      | Bystřice nad Pernštejnem – Jimramov – Borovnice – 34 – Proseč – Nové Hrady – Vysoké Mýto – Choceň |
|          | 57         | E         | Slatiňany – Chrast – Skuteč – Zderaz – Nové Hrady – Litomyšl – Česká Třebová |
|          | 22         | E         | Zderaz – Proseč – Dolní Újezd – Litomyšl |
|          | 140        | J, E      | Jaroměřice nad Rokytnou – Třebíč – Velké Meziříčí – Křižanov – Bobrová – Nové Město na Moravě – Jimramov – Polička – Litomyšl – Ústí nad Orlicí – Dolní Dobrouč – Letohrad – Šedivec |
|          | 31         | J, B      | Jaroměřice nad Rokytnou – Rozkoš – Jevišovice – Přímětice – Znojmo |
|          | 27         | E, J, B   | Polička – Bystré – Nyklovice – Olešnice – Rozseč nad Kunštátem |
|          | 22         | E         | Polička – Brněnec |
|          | 16         | E         | Bystré – Svojanov – Bělá nad Svitavou |
|          | 17         | E, B      | Svojanov – Letovice |
|          | 80         | E, M      | Mikuleč – Svitavy peáž s 43 – Sklené – Křenov – Jevíčko – peáž s 371 – Jaroměřice – Konice – Kostelec na Hané – Prostějov |
|          | 37         | M         | Prostějov (46) – Bedihošť – Kojetín – peáž s 47 (1) – Kroměříž – Tlumačov |
|          | 67         | B, E, M   | Letovice – Křenov – Moravská Třebová – Tatenice – Cotkytle – Štíty – Rovensko |
|          | 50         | M         | Zábřeh – Rovensko – Vyšehoří – peáž s 11 – Olšany – Ruda nad Moravou – Bohdíkov – Hanušovice – Jindřichov – Ramzová – Lipová-lázně – 60 |
|          | 44         | M, T      | Leština – Hrabišín peáž s 446 – Dolní Libina – Horní Město – Rýmařov – Břidličná – 45 |
|          | 20         | E         | 35 – Městečko Trnávka – Jaroměřice – Jevíčko |
|          | 11         | B, E      | 368 – Velké Opatovice – Jevíčko |
|          | 75         | M; B      | 635 – Chudobín – Konice – Brodek u Konice; přerušení Benešov – Žďárná – peáž s 150 – Ludíkov – Sloup – Jedovnice – Ochoz u Brna – Brno-Líšeň – 430 |
|          | 38         | E, B      | Jevíčko – Šebetov – Boskovice – Rájec-Jestřebí – Blansko (dříve byl součástí i nesouvisející úsek Adamov – Bílovice nad Svitavou (– Brno)) |
|          | 11         | J         | Jimramov – Nyklovice |
|          | 11         | B         | Kunštát – Drnovice – Lysice – Bořitov |
|          | 62         | B, M      | Tišnov – Černá Hora – Rájec-Jestřebí – Sloup peáž s 373 – Drahany – Plumlov – Prostějov |
|          | 14         | B, M      | Kotvrdovice – Lipovec – Drahany |
|          | 71         | B         | Velká Bíteš – Tišnov – Lipůvka peáž 43 – Blansko (374) – Jedovnice – Kotvrdovice – Vyškov |
|          | 54         | B         | Brno (41) – Brno-Tuřany – Telnice – 416 – Moutnice – 381 – Klobouky u Brna (obchvat) – Krumvíř – Čejč – peáž s 422 – Hovorany – Mutěnice – Hodonín (v celé délce degradovaná I/51) |
|          | 42         | B         | 52 – Velký Dvůr – Velké Němčice – Nikolčice – 380 – Velké Hostěrádky – Dambořice – 419 (v celé délce degradovaná původní I/54) |
|          | 11         | U         | Hrob – Mikulov – |
|          | 27         | B         | Brno (42) – Bílovice nad Svitavou – Kanice – peáž s 373 Ochoz u Brna – Pozořice – 430 |
|          | 13         | B         | 386 (Nový Dvůr) – Bystrc – VMO Brno (42) |
|          | 48         | J, B      | 19 – Zvole – Olší – Předklášteří – Tišnov – Kuřim – Česká |
|          | 21         | B         | 43 – Kuřim – Veverská Bítýška – 1 – Ostrovačice |
|          | 28         | J, B      | Vír – Štěpánov nad Svratkou – Nedvědice – 385 |
|          | 50         | J         | Bohdalov – Ostrov nad Oslavou – Bobrová – Bystřice nad Pernštejnem – Vír – 362 |
|          | 23         | J, B      | Moravec – Strážek – Žďárec – Dolní Loučky – 385 |
|          | 38         | J, B      | 360 – Budišov – 1 – Osová Bítýška – Vidonín (391); přerušení Drahonín – Olší – peáž s 385 – Nedvědice |
|          | 14         | J, B      | Křižanov – Žďárec |
|          | 45         | J, B      | Velké Meziříčí – Tasov – Jinošov – Kralice nad Oslavou – Mohelno – Dukovany – Tulešice |
|          | 16         | J, B      | Rapotice – Oslavany – Ivančice |
|          | 11         | B         | 23 – Neslovice – Ivančice |
|          | 42         | J, B      | Velká Bíteš – Zastávka – Neslovice – Moravské Bránice – Dolní Kounice – Pohořelice – 52 |
|          | 45         | J, B      | Rouchovany – Vémyslice – Olbramovice – 52 |
|          | 27         | B         | Hostěradice – Mackovice – Božice – Hrádek – Jaroslavice – Rakousko |
|          | 59         | B         | Šafov – Vranov nad Dyjí – Vranovská Ves – Jevišovice – Horní Dunajovice – Vémyslice |
|          | 57         | J, B      | 1 (exit Velká Bíteš) – Jinošov – Náměšť nad Oslavou – Dalešice – Rouchovany – 400 – Běhařovice – 398 – Únanov – 408 – Znojmo |

## Řada 4xx (většina Moravy, Slezsko)
| označení | délka (km) | kraj (RZ) | trasa (křížení se silnicemi I. třídy a s dálnicemi) |
| -------- | ---------- | --------- | --- |
|          | 44         | J, B      | 38 – Rozkoš – 399 – Višňové – 398 – Hostěradice – Miroslav – 53 |
|          | 18         | J         | Jaroměřice nad Rokytnou – Vladislav |
|          | 26         | J         | Batelov – Třešť – Stonařov – Kněžice – 405 |
|          | 31         | J         | Kouty (351) – Brtnice – Stonařov – Telč |
|          | 11         | J         | 602 – Luka nad Jihlavou – Brtnice |
|          | 29         | J         | Jihlava – Brtnice – Okříšky – Červená Hospoda (23) |
|          | 48         | J, C      | 602 – Kostelec – Třešť – Telč – Dačice – Slavonice – Rakousko |
|          | 21         | C, J      | Dačice – Nová Říše – Stará Říše – 38 |
|          | 97         | C, J, B   | 409 – Brandlín – Dačice – Jemnice – Dešov – Šumná – 38 – Přímětice – 399 – Suchohrdly – 53 – Hrádek – Hevlín |
|          | 116        | C, J, B   | Planá nad Lužnicí – Chýnov – Černovice – Kamenice nad Lipou – Žirovnice peáž s 132 Počátky – Panské Dubenky – Studená – Markvarec (Český Rudolec) – Slavonice – Rancířov – Uherčice – Šafov                          |
|          | 51         | J, C      | Třebíč – Želetava – Budeč – Jemnice – Rancířov – Rakousko |
|          | 25         | J, B      | Moravské Budějovice – Dešov – Uherčice |
|          | 3          | B         | Znojmo – Dobšice |
|          | 44         | B         | Polánka – Moravský Krumlov – Dobelice – Hostěradice – Suchohrdly – Znojmo – Hnanice – Rakousko |
|          | 31         | B         | Lechovice – Božice; přerušení Pravice – Hrušovany nad Jevišovkou – Drnholec – Mikulov (dříve pokračovala v trase dnešní I/40)                                                                                        |
|          | 26         | B         | 53 – Trnové Pole – Hrušovany nad Jevišovkou – Hevlín – Rakousko |
|          | 40         | B         | 53 – Pohořelice – 52 – Židlochovice – 2 – Měnín – 380 – Újezd u Brna – Křenovice – Slavkov u Brna |
|          | 14         | B         | Brno-Tuřany – Kobylnice – Křenovice |
|          | 23         | B         | 380 – Sokolnice – Újezd u Brna – Velké Hostěrádky – Krumvíř |
|          | 12         | B         | Žarošice (54) – 381 – Čejč |
|          | 22         | B         | 52 – Horní Věstonice – Hustopeče – 381 |
|          | 33         | B         | Mikulov – Zaječí – 425 – Velké Pavlovice – Kobylí – Terezín (380) |
|          | 68         | B, Z      | Valtice – Lednice – Podivín – 2 – Velké Bílovice – Čejč – peáž 380 – Hovorany – Svatobořice-Mistřín – Kyjov – Medlovice – Boršice u Buchlovic – 50                                                                   |
|          | 14         | B         | Velké Bílovice – Prušánky – 55 (Lužice) |
|          | 11         | B         | Moravská Nová Ves (55) – Tvrdonice – Lanžhot |
|          | 57         | B         | 52 – Rajhrad – Židlochovice – Velké Němčice – Hustopeče (odbočka na 2) – 421 – Podivín – 2 – peáž s 55 – Břeclav – Lanžhot – Slovensko (v celé délce bývalá silnice č. 2 a doprovodná komunikace k 2)                |
|          | 19         | Z, B      | Medlovice – Bzenec – Strážnice (dříve též úsek Petrov – Sudoměřice, nahrazený I/70) |
|          | 14         | Z, B      | Staré Město – 50 – Moravský Písek (doprovodná komunikace k úseku 55) |
|          | 33         | B, Z      | Drysice (46) – Ivanovice na Hané – 1 – Morkovice-Slížany – Kroměříž |
|          | 17         | B, Z      | Bohdalice – Nesovice – Koryčany |
|          | 31         | B         | 641 – Brno-Slatina (373) – Rohlenka – Holubice (1, 50) – Rousínov – Vyškov (doprovodná komunikace k části 1) |
|          | 44         | B         | Vyškov – Bohdalice – Bučovice – Ždánice – 54 přerušení Svatobořice-Mistřín – Dubňany – 480 |
|          | 71         | Z, B      | Holešov (438) – 49 – 55 – Hulín – peáž s 47 – Kroměříž – Zdounky – 50 – Koryčany – Kyjov – Ratíškovice – 55 – Hodonín                                                                                                |
|          | 27         | M, Z      | Prostějov – 46 – Výšovice – Němčice nad Hanou – Mořice – 1 – Morkovice-Slížany |
|          | 36         | M         | Bedihošť – Tovačov – Přerov – Radslavice – Lipník nad Bečvou |
|          | 24         | M         | Olomouc – 35 – Dub nad Moravou – Tovačov – Polkovice (367) |
|          | 35         | M, Z      | Kocourovec (437) – Tršice – Přerov – Chropyně – Kojetín |
|          | 65         | M, Z      | 35 – Přáslavice – Velký Újezd (35) – 1 – Lipník nad Bečvou – Bystřice pod Hostýnem – Hošťálková (489) – Jablůnka (57)                                                                                                |
|          | 42         | M, Z      | Teplice nad Bečvou – Bystřice pod Hostýnem – Holešov – Otrokovice |
|          | 13         | M, Z      | Teplice nad Bečvou – Kelč – Kunovice (150) |
|          | 45         | T, M      | Rýmařov – Dětřichov nad Bystřicí – Moravský Beroun – Město Libavá; přerušení v území vojenského újezdu Potštát – 1 – Hranice                                                                                         |
|          | 37         | M, T      | 35 (Velký Újezd) – Potštát – Jakubčovice nad Odrou – Odry – 1 |
|          | 40         | T         | Horní Benešov – Hořejší Kunčice – Svatoňovice – Vítkov – Jakubčovice nad Odrou |
|          | 39         | M, T      | Město Libavá – Budišov nad Budišovkou – Svatoňovice – Melč – Otice – Opava (46) |
|          | 52         | M         | Mohelnice (35)– Úsov – Uničov – Újezd – Šternberk peáž s 46 Lipina – Domašov nad Bystřicí – Město Libavá |
|          | 75         | M, T      | Šternberk – Huzová – Rýmařov – Malá Morávka – Karlova Studánka – Vrbno pod Pradědem – Heřmanovice – Zlaté Hory – Polsko                                                                                              |
|          | 90         | M         | Olomouc – Pňovice – Uničov – Libina peáž s 370 Hrabišín – Šumperk – Hanušovice – Staré Město – Polsko |
|          | 15         | M         | Litovel – Pňovice – Šternberk |
|          | 31         | M         | Konice – Drahanovice (449) – Těšetice – Olomouc |
|          | 56         | M, T      | Prostějov – Slatinice – 448 – Senice na Hané – 35 Unčovice peáž s 635 Litovel – Uničov – Dlouhá Loučka – Rýmařov |
|          | 34         | M, T      | Bělá pod Pradědem – Vidly – Karlova Studánka peáž s 445 Malá Morávka – Bruntál |
|          | 27         | T         | Vidly – Vrbno pod Pradědem – Karlovice – Nové Heřminovy |
|          | 45         | T         | Holčovice – Karlovice – Světlá Hora – Bruntál – Leskovec nad Moravicí – Bílčice |
|          | 42         | M, T      | Jeseník – Dolní Údolí – Heřmanovice – Holčovice – Město Albrechtice |
|          | 3          | M         | Dolní Údolí – Zlaté Hory |
|          | 8          | M         | Písečná – Velké Kunětice |
|          | 13         | M         | Žulová – Stará Červená Voda – 457 (Velké Kunětice) |
|          | 78         | M, T      | Polsko – Travná – Javorník – Vidnava – Velké Kunětice – Mikulovice – Zlaté Hory – Janov – 57 (Vysoká) – Osoblaha – Polsko                                                                                            |
|          | 25         | T         | Leskovec nad Moravicí – Horní Benešov – Lichnov – Krnov |
|          | 20         | T         | Deštné – Velké Heraltice – Úvalno – 57 |
|          | 8          | T         | Slavkov – Otice – 57 – Opava-Kylešovice (464) – 11 |
|          | 10         | T         | Vítkov – Lesní Albrechtice (57) |
|          | 13         | T         | 57 – Skřipov – Bílovec |
|          | 45         | T         | Opava – Raduň – Výškovice – Bílovec – 1 – Studénka – 58 (Mošnov) – Příbor – 58 |
|          | 17         | T         | Výškovice – Velká Polom – 11 – Ostrava-Poruba |
|          | 13         | T         | Rohov – Chuchelná – Píšť – Polsko |
|          | 17         | T         | Štítina (11) – Kravaře – Kobeřice peáž s 46 Sudice – Třebom – Polsko |
|          | 12         | T         | Chotěbuz (48, 67) – Český Těšín – Třinec – Lyžbice (474) |
|          | 18         | T         | Ostrava-Poruba – Hlučín – Hať – Polsko |
|          | 12         | T         | Ostrava (1, peáž s 647) – Rychvald – Orlová (59) |
|          | 6          | T         | Rychvald – Bohumín (peáž s 67) – Starý Bohumín – Polsko |
|          | 3          | T         | Karviná – Polsko |
|          | 21         | T         | Petřvald – Šenov – Frýdek-Místek |
|          | 41         | T         | Dětmarovice – Orlová – peáž s 59 – Horní Suchá – Těrlicko – Třanovice – Hnojník – 68 – peáž 11 – Nebory – Třinec-Oldřichovice (476) – Vendryně – Jablunkov – Mosty u Jablunkova – 68 (v úseku degradovaná pův. I/11) |
|          | 19         | T         | Havířov – Horní Suchá – 67 (Karviná) |
|          | 6          | T         | 11 – Třinec – Horní Líštná – Polsko |
|          | 28         | T         | Ostrava – Vratimov – Frýdek-Místek – Baška – 56 |
|          | 24         | T         | Klimkovice – Nová Bělá – Hrabová (56) – Vratimov – Šenov (11) |
|          | 19         | T         | Ostrava – Šenov – Havířov |
|          | 10         | T         | Veřovice – Kopřivnice – 56 |
|          | 15         | Z         | Prostřední Bečva (35) – Hutisko-Solanec – Velké Karlovice |
|          | 9          | T         | 48 – Rybí – Kopřivnice |
|          | 28         | T         | Hodslavice – Veřovice – Frenštát pod Radhoštěm – Čeladná – Frýdlant nad Ostravicí (56) |
|          | 6          | T         | 56 (Staré Hamry) – Slovensko |
|          | 19         | T         | Vlčovice (58) – Hukvaldy – 48 – Brušperk – Krmelín (58) |
|          | 34         | Z         | Ústí (57) – Hovězí – Halenkov – Karolinka – Velké Karlovice – Makovský průsmyk Slovensko |
|          | 16         | Z         | Fryšták – Lukov – Držková – 437 |
|          | 67         | M, Z      | Říkovice (55) – Holešov – Fryšták – Zlín – Bohuslavice u Zlína – Biskupice (492) – Uherský Brod – Dolní Němčí |
|          | 11         | Z         | 489 – Velíková – Slušovice – Lípa (49) |
|          | 19         | Z         | Zádveřice (49) – 493 (Pozlovice) – Luhačovice – 490 |
|          | 11         | Z         | 492 – Petrůvka – Slavičín |
|          | 13         | Z         | Slavičín – Vlachovice – Valašské Klobouky |
|          | 55         | B, Z      | Moravský Písek – Uherský Ostroh – Hluk – Uherský Brod – Bojkovice – Slavičín-Hrádek – Štítná nad Vláří – Bylnice (57)                                                                                                |
|          | 20         | Z         | Luhačovice – Bojkovice – Komňa – 50 |
|          | 18         | Z         | Uherské Hradiště – Bohuslavice u Zlína |
|          | 14         | Z         | Kunovice – Hluk – Dolní Němčí – Slavkov (54) |

## Řada 5xx (doplňková)
| označení | délka (km) | kraj (RZ) | trasa (křížení se silnicemi I. třídy a s dálnicemi)                 |
| -------- | ---------- | --------- | ------------------------------------------------------------------- |
|          | 31         | H         | Hořice – Lázně Bělohrad – Lužany – 16 přerušení Staré Místo – Libáň |
|          | 7          | S         | Nymburk                                                             |
|          | 9          | S         | Mirošovice – Mnichovice – Struhařov                                 |
|          | 9          | S         | Odolena Voda – Chlumín                                              |
|          | 28         | J         | Humpolec – Větrný Jeníkov – Jihlava                                 |
|          | 13         | U         | Ústí nad Labem – peáž s 13 – Libouchec – Petrovice                  |
|          | 9          | H         | Rtyně v Podkrkonoší – Hronov                                        |
|          | 24         | U         | Klášterec nad Ohří – Kadaň – Droužkovice                            |
|          | 17         | M         | Slatinice – Nedvězí – Olomouc-Holice                                |
|          | 27         | L         | Osečná – Křižany – Chrastava – Mníšek                               |
|          | 4          | A         | Praha-Slivenec – 0 – Praha-Radotín                                  |

## Řada 6xx (zpravidla bývalé silnice I. třídy)
| označení | délka (km) | kraj (RZ) | trasa (křížení se silnicemi I. třídy a s dálnicemi) |
| -------- | ---------- | --------- | --- |
| *        |            |           | Praha-Ruzyně – Praha-Slivenec – Praha-Hlubočepy po II. okruhu (neoficiální označení, nyní zčásti městské komunikace, zčásti Pražský okruh D0) |
| *        |            |           | Praha-Hloubětín – Praha-Ďáblice (neoficiální označení; v minulosti toto označení nesl i Průmyslový polookruh od silnice I/8 v Kobylisích přes Prosek a dále ulice Hornoměcholupská, Výstavní a Mírového hnutí na Chodov, převážně po trase II. okruhu)     |
|          | 111        | J, B      | Pelhřimov – Dušejov – Jihlava – Velký Beranov – Měřín – Velké Meziříčí – Velká Bíteš – Ostrovačice – peáž 23 (1) – Popůvky – Brno (23 – 52) (bývalá silnice č. 2 v úseku Jihlava–Brno, plus úsek bývalé I/19 Pelhřimov–Jihlava, doprovodná komunikace k 1) |
|          | 88         | A, S, C   | Praha – Jesenice – Kamenice – Benešov – Tábor – Veselí nad Lužnicí – Ševětín – České Budějovice (fakticky jde o nesouvislé, vyřazené úseky 3) |
|          | 12         | S, C      | Předotice – Třebkov – MÚK 4 Nová Hospoda |
|          | 136        | A, S, P   | Praha-Třebonice – Rudná – Beroun – Zdice – Žebrák – Rokycany – Plzeň – Kozolupy – Stříbro – Benešovice – 199 – Bor – Přimda – Rozvadov – Německo |
|          | 38         | S, K      | Stochov – Nové Strašecí přerušení 6 – Cheb – Pomezí nad Ohří |
|          | 27         | U         | Panenský Týnec - Sulec přerušení - Postoloprty – křiž. Žiželice – Chomutov |
|          | 51         | A, S, U   | Praha-Libeň – Odolena Voda – Veltrusy – Doksany – Terezín – Lovosice |
|          | 82         | A, S, L   | Praha-Kbely – Brandýs nad Labem-Stará Boleslav – Benátky nad Jizerou – Mladá Boleslav přerušení Kosmonosy – Bakov nad Jizerou – Mnichovo Hradiště – Příšovice – Turnov                                                                                     |
|          | 112        | A, S, H   | Praha-Horní Počernice – Starý Vestec – Sadská – Poděbrady – 32 – Chlumec nad Cidlinou – Hradec Králové |
|          | 5          | U         | 8 – Ústí nad Labem (v některých mapách značená jako silnice I. třídy) |
|          | 7          | S         | Velvary – 608 |
|          | 6          | U         | 27 – Velemyšleves – 27 |
|          | 8          | C         | České Budějovice – Rudolfov – 34 |
|          | 30         | M         | Mohelnice – Loštice – Litovel – Příkazy – Olomouc |
|          | 34         | J         | Kamenice nad Lipou – Horní Cerekev – Batelov – Dolní Cerekev (degradace bez náhrady) |
|          | 3          | B         | Brno (ul. Hradecká) |
| II/641   | 3          | B         | Brno (ul. Černovická) |
|          | 2          | B         | Brno (ul. Rokytova, Žarošická) |
|          | 26         | E, M      | Městečko Trnávka – Mohelnice (degradace bez náhrady) |
|          | 41         | T         | Fulnek – Bílovec – Klimkovice – Ostrava |
|          | 25         | T         | Frýdek-Místek – Horní Tošanovice – Třanovice – Český Těšín |

## Zrušené silnice 2. třídy
| označení | dnešní stav             | trasa                                       |
| -------- | ----------------------- | ------------------------------------------- |
|          | III/1794                | Útvina – Javorná                            |
|          | III/2175                | Krásná – Německo                            |
|          | součást I/57            | Krnov – Město Albrechtice – Vysoká – Polsko |
|          | součást I/56            | Bílá – Horní Bečva                          |
|          | převážně III/4932       | Vizovice – Haluzice – Slavičín              |
|          |                         | Jičín                                       |
|          | část I/28 (přeložka)    | Odolice – Skršín                            |
|          | zpět označena jako I/55 | Hulín – Otrokovice                          |

Mezi další zrušené silnice patří II/100 (v Praze), původní II/211, původní II/215, původní II/150 (dnes I/24), původní II/159 (dnes součást I/39), II/333 (dnes součást I/2), původní II/466 (dnes součást I/56), původní II/468 (dnes II/466), II/499 (dnes I/71) a II/551 (dnes I/61).
Neobsazené číslo silnice II/100 bylo použito pro evidenční číslo mostu 100-100 pod Lipenskou přehradou, který v roce 1953 převzal od stavebníka přehrady Okresní národní výbor v Českém Krumlově, ale nikdy jej nepředal Okresní správě a údržbě silnic, a proto připadl do správy Úřad pro zastupování státu ve věcech majetkových. Při aukci v červnu 2021 byl most uveden evidenčním číslem 100-100, v systému BMS (Bridge Management System) jej však ŘSD vede pod evidenčním číslem UZSVM-01.